# 救贫法修正案

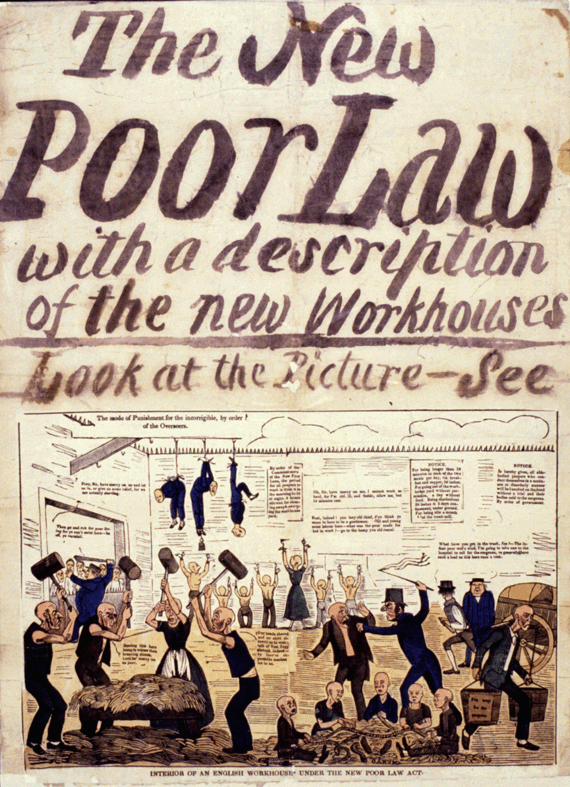
新救贫法

《救贫法修正案》（英文：Poor Law Amendment Act）是1834年，英国政府为了解决先前的《救贫法》滥救乱救的弊端而颁发的一个修正案。新的修正案不再救济劳动屋（Workhouse）外头的艰难人，住在劳动屋里头的人也要从事工作，工资又不高，条件也艰难，想出去见人还要批准，所以没有很多人申请住进劳动屋，还要有好多批评抗议。